# Інститут підприємницької діяльності
Інститут підприємницької діяльності — білоруський приватний вищий навчальний заклад, який діяв у Мінську у 1992-2024 роках.

## Історія
Інститут підприємницької діяльності (ІПД) засноване в 1992 р академіком, доктором наук, професором Сергієм Атаєвим. Інститут готує фахівців з вищою освітою (бакалаврів) для малого та середнього бізнесу за трьома напрямками: економічним, управлінським та лінгвістичним. В інституті функціонує два факультети - факультет економіки і бізнесу і факультет підвищення кваліфікації та перепідготовки, а також три кафедри: загальнонаукових дисциплін, економіки та управління, а також комерційної діяльності.
В ІПД функціонує Центр розвитку бізнесу, який створений з метою забезпечення наукової та організаційної підтримки суб'єктів малого бізнесу, надання інформаційних та консультативних послуг. Центром укладені довгострокові договори з білоруськими компаніями, зарубіжними партнерськими інституціями, університетами та ін. Центр є координатором, який забезпечує взаємодію науки про бізнес, вищої та додаткової бізнес-освіти, суб'єктів бізнесу та підприємництва, органів державного управління та громадськості. Завдяки тісній співпраці ІПД з Республіканською конфедерацією підприємництва, Мінським столичним союзом підприємців і роботодавців забезпечується прикладний характер навчання і близькість його до реального бізнесу.
У 2010 р. ІПД став лауреатом конкурсу «Кращий підприємець року Мінська» в номінації «Кращий суб'єкт інфраструктури підтримки підприємництва». У 2011 р. ІПД отримав сертифікат Національної системи підтвердження відповідності вимогам СТБ ISO 9001-2009. З 2014 р ІПД є офіційним центром підтримки підприємництва і зареєстрований Міністерством економіки Республіки Білорусь в якості базового центру підтримки підприємництва.
Ректор інституту — кандидат педагогічних наук, доцент Цибовський Віктор Леонідович.

## Спеціальності
- Бізнес-адміністрування
- Маркетинг
- Комерційна діяльність
- Економіка та управління на підприємстві
- Економіка та управління туристичною індустрією
- Сучасні іноземні мови

## Видання інституту
В інституті видаються збірник наукових праць «Економічна освіта та сучасні педагогічні технології. Економіка і підприємництво», журнал «Вісті Інституту підприємницької діяльності» та студентська газета «WOW» («Світ мудрості»). Професорсько-викладацький склад інституту видає підручники, навчально-методичні посібники, монографії.

## Міжнародне співробітництво
- Східноєвропейський університет економіки і менеджменту (Черкаси, Україна)
- Тернопільський комерційний інститут (Тернопіль, Україна)
- Класичний приватний університет (Запоріжжя, Україна)
- Національна академія управління (Київ, Україна)
- Університет економіки та права «КРОК» (Київ, Україна)
- Курський інститут менеджменту, економіки і бізнесу (Курськ, Росія)
- Альфа Університет (р. Белград, Новий Сад, Сербія)
- Міжнародна школа права і підприємництва (Вільнюс, Литва)
- Вища школа економіки і культури (Рига, Латвія)
- Коледж управління бізнесом (Рига, Латвія)
- Міжнародний інститут управління та економіки (Санкт-Петербург, Росія)
- Інститут правознавства та підприємництва (Санкт-Петербург, Росія)
- Воронезький державний університет" (Воронеж, Росія)
- Московська академія підприємництва при Уряді Москви (Москва, Росія)
- Бєлгородський університет кооперації, економіки і права (Білгород, Росія)
- Компанія TBS group, s.r.o. (р. Брно, Чехія)